# Dacus namibiensis
Dacus namibiensis är en tvåvingeart som beskrevs av Albany Hancock och Drew 2001. Dacus namibiensis ingår i släktet Dacus och familjen borrflugor.
Artens utbredningsområde är Namibia. Inga underarter finns listade i Catalogue of Life.